# Changwhania bipunctatus
Changwhania bipunctatus är en insektsart som beskrevs av Singh-pruthi 1930. Changwhania bipunctatus ingår i släktet Changwhania, och familjen dvärgstritar. Inga underarter finns listade i Catalogue of Life.